# Axonopus complanatus
Axonopus complanatus är en gräsart som först beskrevs av Christian Gottfried Daniel Nees von Esenbeck och Carl Bernhard von Trinius, och fick sitt nu gällande namn av Dedecca. Axonopus complanatus ingår i släktet Axonopus och familjen gräs. Inga underarter finns listade i Catalogue of Life.